# مسطرة تقويم

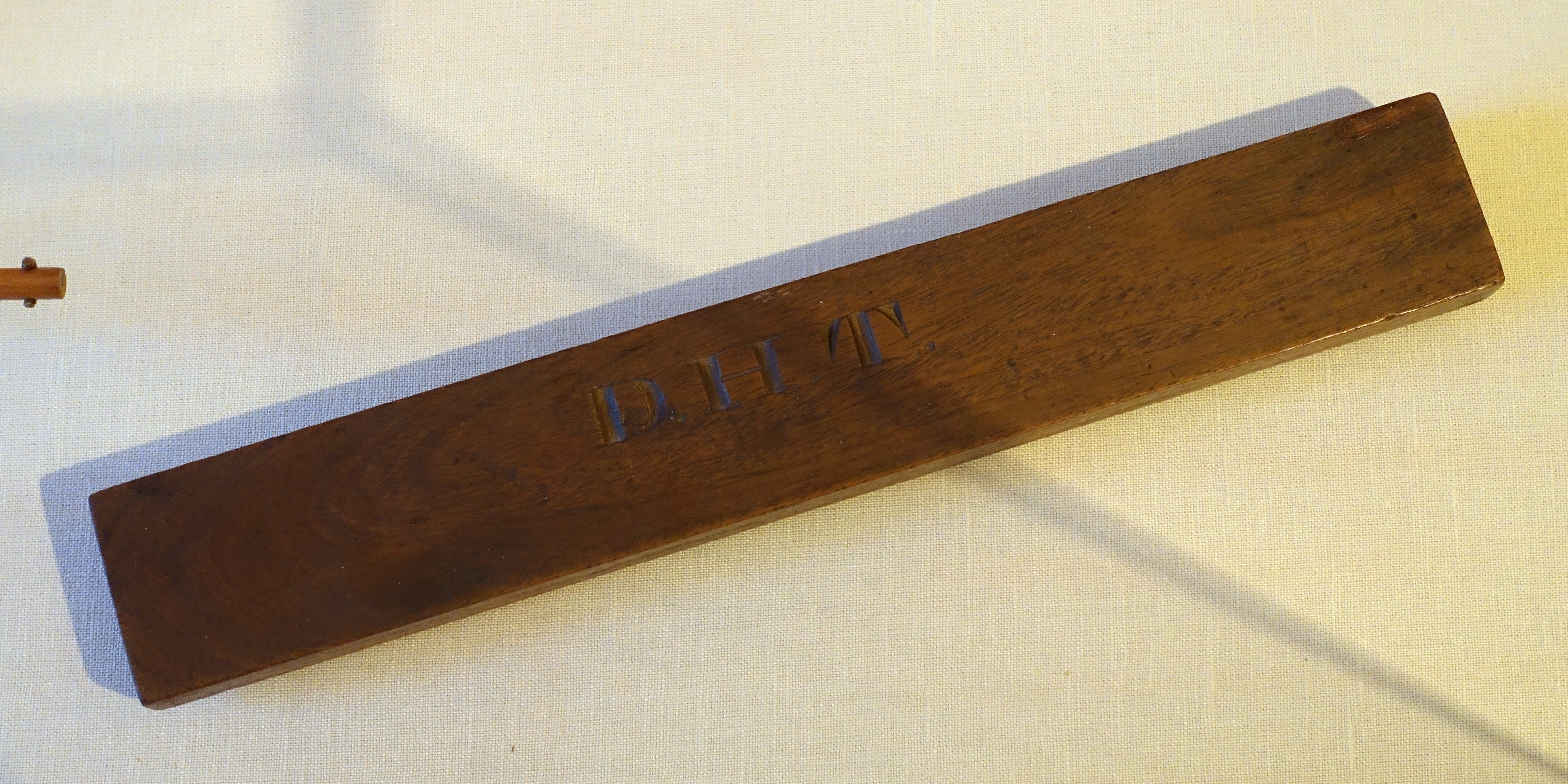

مسطرة تقويم أو مسطرة عدلة هي أداة تستخدم لرسم خطوط مستقيمة أو التحقق من استقامتها. عادة ما تكون قضبان طويلة أو شرائح من الخشب أو المعدن، لها حواف مستقيمة. أما إذا كانت تحتوي على علامات متباعدة بشكل متساوٍ على طولها، فإنها تسمى بالمسطرة.